# Cota (geslacht)
Cota is een geslacht van rechtvleugelig insect uit de familie doornsprinkhanen (Tetrigidae). De wetenschappelijke naam van het geslacht is voor het eerst geldig gepubliceerd in 1887 door Bolívar.

## Soorten
Het geslacht Cota omvat de volgende soorten:
- Cota bispina Saussure, 1861
- Cota saxosa Bolívar, 1887
- Cota strumosa Bolívar, 1887